# 松元洋一
松元洋一（Matsumoto Yoichi，1954年—），日本陶藝作家，生于奈良県橿原市。

## 生平
1983年在奈良市钵伏町筑窑「青蛾窑」。其作品以柴烧闻名，以花器，酒器，茶器，食器为主。
每年春分时期举行一年一度的大窑烧，持续七天七夜。盛大有如一次华丽的节日。其烧窑独特的观火时机，铲碳送灰技巧，间柴并窑，强还原闭窑手法吸引澳大利亚，美国，中国等世界各地的陶艺作家前来拜访学习。日本鸟取大学曾专门为他制作纪录片，详细记录了从制作到烧窑的一系列景观。
其独特的自然釉风景包含了从紫色到红色的整个彩虹色谱，表面由强还原和高炉压所产生的碳晶层反射金色和银色的光芒，与世间普遍的自然釉有别，被称为青蛾釉。还有其独创的融合了粉引与柴烧的技法，被称为青蛾白。
松元洋一每年在日本的十个城市举行近十场巡回个展，其展览多与花道、茶道艺术家合作。巡回展览持续30年，300多场的展览历，作品仍每年几乎售罄，实属罕见。

## 略历
- 1976年　毕业于近畿大学农学部。旅行时在萩市初遇陶艺，此后自学立志成为陶艺家。
- 1983年　在奈良市鉢伏町筑窑青䖸窯

- 1988年　穴窯初窯、开始了全日本一年十次的巡回展览
- 2014年　担任鳥取大学兼课讲师（2016年为止）[1]
- 2018年　于北京举办个展

## 主要的展览历
松元洋一在日本全国各地的寺院、画廊、高级百货商场里有过合计三百回以上的个展经历。
并于2018年在北京市老古竹斎举办第一个海外个展。
下面是主要的展览历史
- 京都東山・法然院南書院（2005）[2]

- 京都祇園・建仁寺塔頭・禅居庵（2007）[2]
- 京都祇園・建仁寺・正伝永源院（2011）[3]
- 京都祇園・友々ぼん （页面存档备份，存于）（2016）[4]
- 京都市・月桂冠大倉記念館（2016）[5]
- 京都市・酒の器toyoda （页面存档备份，存于） （页面存档备份，存于）[2][6]
- 松本市・蔵シック館[7]
- 松山市・隣花庵 （页面存档备份，存于）[8][9]
- 宮崎市・ギャラリー陶花 （页面存档备份，存于）（2015）[10]
- 北京市・老古竹斎（2018）
- 神戸市・ギャラリー住吉倶楽部 （页面存档备份，存于）（1989）[11]
- 芦屋市・ASHIYA COMMOPLUS （页面存档备份，存于）[12][13]
- 名古屋市・ギャラリー栗本

- 東京都・ギャラリー・コンティーナ （页面存档备份，存于）[14][15]
- 東京銀座・松屋
- 東京日本橋・丸善[16]
- 東京池袋・東武百貨店
- 東京新宿・三越
- 広島市・福屋[17][18]
- 名古屋市・丸栄[19]
- 名古屋市・三越[20]
- 岡山市・高島屋
- 阿倍野市・近鉄百貨店
- 四日市・近鉄百貨店
- 小倉市・井筒屋[10]
- 松江市・一畑百貨店

## 主要奖项
- 1979年-1984年　入选日本・国展、新匠工芸展
- 2007年、2008年、2009年、2010年　入选法国・秋季沙龙
- 2012年　荣获法国・「加穆艺术国际大会2012」新人赏和银牌

## 引用
1. ↑  .   [2019-06-27]. （原始内容存档于2019-06-27）.
2. 1 2 3  .   [2019-06-27]. （原始内容存档于2019-04-11）.
3. ↑  saetapp. .   [2019-06-27]. （原始内容存档于2019-06-27） （日语）.
4. ↑  .   [2019-06-27]. （原始内容存档于2020-08-05） （美国英语）.
5. ↑  . 2016-02-03  [2019-06-27]. （原始内容存档于2019-06-27） （日语）.
6. ↑  .   [2019-06-27]. （原始内容存档于2017-07-05）.
7. ↑  .   [2019-06-27]. （原始内容存档于2019-06-27） （日语）.
8. ↑  .   [2019-06-27]. （原始内容存档于2019-06-27） （日语）.
9. ↑  .   [2019-06-27]. （原始内容存档于2019-06-27） （日语）.
10. 1 2  oceandancer. .   [2019-06-27]. （原始内容存档于2019-06-27） （日语）.
11. ↑  .   [2019-06-27]. （原始内容存档于2019-06-27）.
12. ↑  .   [2019-06-27]. （原始内容存档于2019-06-27） （日语）.
13. ↑  .   [2019-06-27]. （原始内容存档于2019-06-27） （日语）.
14. ↑  .   [2019-06-27]. （原始内容存档于2019-06-27）.
15. ↑  .   [2019-06-27]. （原始内容存档于2019-06-27）.
16. ↑  ginzanews. .   [2019-06-27] （日语）.
17. ↑  .   [2019-06-27]. （原始内容存档于2019-06-27）.
18. ↑  .   [2019-06-27]. （原始内容存档于2019-06-27）.
19. ↑  .   [2019-06-27]. （原始内容存档于2019-06-28）.
20. ↑   (PDF).   [2019年6月27日]. （原始内容存档 (PDF)于2019年12月8日）.